# Across the Night
Across the Night és el cinquè i últim senzill del quart àlbum de la banda Silverchair, Diorama. El videoclip està filmat seguint l'estil cinematogràfic de principis de segle XX i inclou la participació de l'actor australià Guy Pearce.

## Llista de cançons
CD Senzill AUS (ELEVENCD15)
1. "Across the Night"
2. "Tuna in the Brine (demo)"
3. "One Way Mule (demo)"
4. "Luv Your Life (demo)"
5. "Across the Night (demo)"

DVD Senzill AUS (ELEVENDVD15)
1. "Across the Night (Music video)"
2. "After All These Years (Music video)"
3. "The Greatest View (Live at the 2002 ARIA Awards)"

Promo 12" AUS (edició limitada a 900 còpies) (ELEVENV15)
1. "Across the Night"
2. "Tuna in the Brine"